# Acura ARX-06
El Acura ARX-06 es un sport prototipo de monocasco cerrado construido por Oreca y diseñado por Honda Performance Development, el coche participara en la categoría Le Mans Daytona h del IMSA SportsCar Championship.
El ARX-06 debutó junto con el BMW M Hybrid V8, el Cadillac V-LMDh y el Porsche 963 en las 24 Horas de Daytona de 2023,

## Resultados

### IMSA SportsCar Championship
(Clave) (negrita indica pole position) (cursiva indica vuelta rápida)

| Año  | Escudería                                   | Clase | Pilotos                         | N.º | Rondas | Rondas | Rondas | Rondas | Rondas | Rondas | Rondas | Rondas | Rondas | Puntos | Pos. CMP | Puntos | Pos. CMC |
| Año  | Escudería                                   | Clase | Pilotos                         | N.º | 1      | 2      | 3      | 4      | 5      | 6      | 7      | 8      | 9      | Puntos | Pos. CMP | Puntos | Pos. CMC |
| ---- | ------------------------------------------- | ----- | ------------------------------- | --- | ------ | ------ | ------ | ------ | ------ | ------ | ------ | ------ | ------ | ------ | -------- | ------ | -------- |
| 2023 | Meyer Shank Racing with Curb-Agajanian      | LMDh  | Tom Blomqvist Colin Braun       | 60  | DAY 1  | SEB 6  | LBH 6  | MON 6  | WGL 3  | MOS 1  | ELK 2  | IMS 5  | PET 1  | 2711   | 3.º      | 3076   | 3.º      |
| 2023 | Meyer Shank Racing with Curb-Agajanian      | LMDh  | Hélio Castroneves               | 60  | DAY 1  | SEB 6  | LBH    | MON    | WGL    | MOS    | ELK    | IMS    | PET 1  | -      | -        | 3076   | 3.º      |
| 2023 | Meyer Shank Racing with Curb-Agajanian      | LMDh  | Simon Pagenaud                  | 60  | DAY 1  | SEB    | LBH    | MON    | WGL    | MOS    | ELK    | IMS    | PET    | -      | -        | 3076   | 3.º      |
| 2023 | Wayne Taylor Racing with Andretti Autosport | LMDh  | Ricky Taylor Filipe Albuquerque | 10  | DAY 2  | SEB 4  | LBH 7  | MON 4  | WGL 6  | MOS 2  | ELK 3  | IMS 6  | PET 9  | 2712   | 2.º      | 3076   | 3.º      |
| 2023 | Wayne Taylor Racing with Andretti Autosport | LMDh  | Louis Delétraz                  | 10  | DAY 2  | SEB 4  | LBH    | MON    | WGL 6  | MOS    | ELK    | IMS    | PET 9  | -      | -        | 3076   | 3.º      |
| 2023 | Wayne Taylor Racing with Andretti Autosport | LMDh  | Brendon Hartley                 | 10  | DAY 2  | SEB    | LBH    | MON    | WGL    | MOS    | ELK    | IMS    | PET    | -      | -        | 3076   | 3.º      |